# Camera obscura (bok)
Camera obscura (latin: 'mörkt rum' – se även: Camera obscura) är en diktsamling utgiven år 1946 av pseudonymen Jan Wictor. 

## Bakgrund
Camera obscura utgavs av Bonniers förlag hösten 1946 och fick ett respektabelt mottagande av flera kritiker. Efter en tid avslöjades det emellertid att det hela var en bluff, och att boken var en parodi på fyrtiotalismens  poesi. Bakom författarnamnet dolde sig medicinarstudenterna Lars Gyllensten och Torgny Greitz, som hade skrivit ihop diktsamlingen på några timmar under en kväll genom att den ene valde ut 'lämpliga' ord ur böcker och den andre satte ihop dem till dikter, och därefter försågs boken med ett pretentiöst förord. Syftet var att avslöja den samtida modernistiska poesins oklara och godtyckliga språkbruk som då var på modet.
Bland dem som tog boken på allvar var en av fyrtiotalismens främsta företrädare Erik Lindegren, som tyckte att poetens intelligens är "obestridlig" och att diktsamlingen "i varje fall ej kan kallas obetydlig". I efterhand försvarade han sig med att han trodde att boken var skriven av en "sexualneurotiker" och inte ville gå för hårt fram med kritik.

I sin memoarbok Minnen, bara minnen skrev Lars Gyllensten:
| ” | Så här i efterhand kan man nog säga att Camera obscura var ett slag i luften – men ett kraftfullt slag. Den tog inte död på modern dikt. Men kanske bidrog den till att rensa ut alltför långsökta godtyckligheter och falskt eller förfelat djupsinne ur vad som skrevs. Åtminstone tillfälligtvis. | „ |

## Recension
"Löpande-band-lyrik kan numera fritt tillverkas enligt modell Camera obscura. Man begriper ändå ingenting". (Svenska Dagbladet 1946)

### En av dikterna
I dessa viskande tider

när tårarna skattas högre än svetten,

drog jag mig tillbaka

för att rita korsord i sanden.

Men där sprungo

små gula myror,

plöjande var sin väg

till uppgiften.